# Eria scabrilinguis
Eria scabrilinguis är en orkidéart som beskrevs av John Lindley. Eria scabrilinguis ingår i släktet Eria och familjen orkidéer.
Artens utbredningsområde är Sikkim. Inga underarter finns listade i Catalogue of Life.